# 1271 dans les croisades
- Mamelouks :     Az-Zâhir Rukn ad-Dîn Baybars al-Bunduqdari

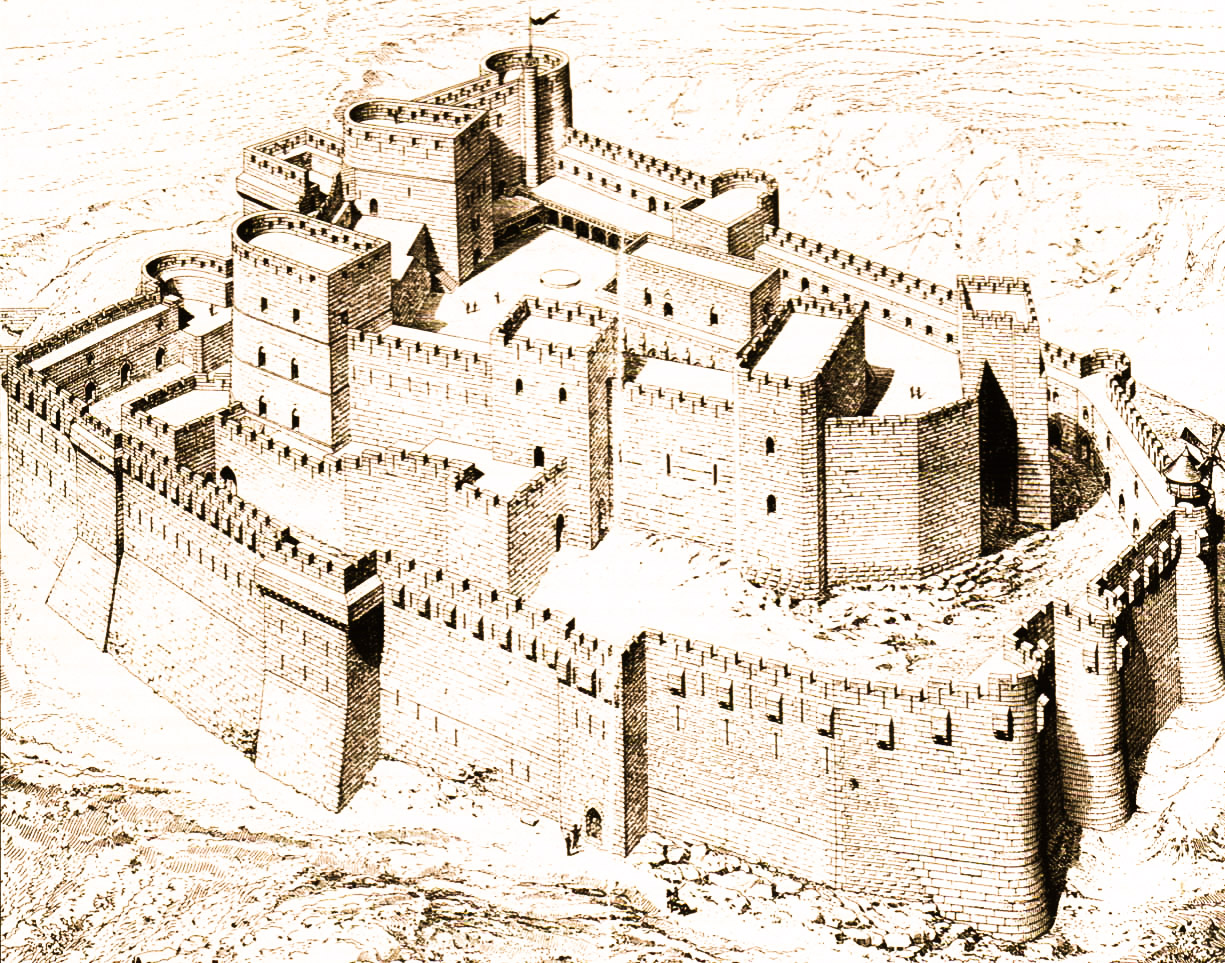
Vue d'artiste du krak des Chevaliers

Cette page regroupe les évènements concernant les Croisades qui sont survenus en 1271 :
- 6 janvier : Léon III est couronné roi d'Arménie à Tarse[1].
- février : prise de Chastel-Blanc par Baybars qui envahit le comté de Tripoli[2].
- 15 mars : Baybars met le siège devant le krak des Chevaliers[2].
- 8 avril : Baybars prend le krak des Chevaliers[2].
- 9 mai : Édouard Ier, roi d'Angleterre débarque à Saint-Jean-d'Acre (neuvième croisade)[2].
- novembre : Édouard Ier, roi d'Angleterre attaque Quaqun[3].